# Genettinae
Genettinae — підродина котовидих ссавців з родини віверових.
Довжина становить від 65 до 114 сантиметрів.
Genettinae живуть на землі та деревах. Види в основному поширені в Африці, Genetta genetta — єдиний вид який також зустрічається в Європі (Іспанія, Португалія, Франція) та Азії (Аравійський півострів).
Підродина включає такі роди:
- Genetta
- Poiana